# Excite Truck
 (mars 2020).
Si vous disposez d'ouvrages ou d'articles de référence ou si vous connaissez des sites web de qualité traitant du thème abordé ici, merci de compléter l'article en donnant les références utiles à sa vérifiabilité et en les liant à la section « Notes et références ».
Excite Truck est un jeu vidéo de course automobile développé par Monster Games et édité par Nintendo en 2006 sur Wii. Il propose des environnements morphables et une maniabilité basée sur le mouvement de la Wiimote. Le jeu s'inspire du concept de la série des Excitebike (Excitebike et Excitebike 64) tout en proposant certaines sensations de jeu à mi-chemin entre Wave Race et Burnout.

## Système de jeu
Excite Truck n'utilise pas l'extension Nunchuk, il utilise exclusivement la Wiimote. Pour jouer, le joueur doit tenir la télécommande de la Wii en position horizontale, de la même façon que l'on tient la télécommande pour jouer aux jeux NES sur Console virtuelle. On dirige le 4x4 à l'écran en inclinant la télécommande à droite ou à gauche pour faire tourner le véhicule dans le sens désiré. Le bouton 1 sert à freiner, le bouton 2 à accélérer, et la croix directionnelle sert à enclencher le turbo. Lors des sauts, il faut incliner la manette en avant ou en arrière afin que les quatre pneus du véhicule touche terre en même temps et ainsi profiter d'une accélération supplémentaire.
Lorsque vous jouez pour la première fois, après avoir saisi et enregistré votre nom, vous devez passer une série d'épreuves lors d'un didacticiel afin d'apprendre les bases de la maniabilité du jeu. Après avoir réussi les premières épreuves du didacticiel, vous serez autorisé à jouer aux modes Arcade, Défi et Duel (multijoueur).

## À savoir
Excite Truck est le premier jeu Wii permettant aux joueurs d'écouter leur propre choix de musique au format MP3 en les stockant sur une carte SD. Les musiques ainsi sélectionnées seront alors jouées en musique de fond en lieu et place des musiques originales du jeu.
L'écran est divisé en deux verticalement lors des parties à deux joueurs.